# Carbondale (Pennsylvania)
Carbondale város az USA Pennsylvania államában, Lackawanna megyében. Lakosainak száma 8828 fő (2020. április 1.).

## Népesség
A település népességének változása:
| Lakosok száma | 2398 | 8891 | 8828 |
|               | 1840 | 2010 | 2020 |